# Marty Robbins
Marty Robbins, rodným jménem Martin David Robinson, (26. září 1925, Glendale, Arizona, USA – 8. prosince 1982, Nashville, Tennessee, USA) byl americký zpěvák a multinstrumentalista působící na poli americké country hudby i popmusic. Působil také jako automobilový závodník v americké soutěži NASCAR.
V roce 1959 jako jeden z prvních country zpěváků obdržel Cenu Grammy za píseň El Paso.
Nedlouho před svou smrtí si v roce 1982 také zahrál ve snímku Honkytonk Man režiséra Clinta Eastwooda.
Má svoji hvězdu na Hollywoodském chodníku slávy.